# Láertés
Láertés (starořecky Λαέρτης) je postava z řecké mytologie. Byl vládcem Ithaky a otcem legendárního hrdiny Odyssea.

## Příběh
Láertés byl synem argonauta Arkeisia a jeho ženy Chalkomedusy. Byl manželem Antikleii, se kterou měl syna Odyssea (podle některých starověkých autorů byl otcem Odyssea Sisyfos). Láertés předal vládu nad Ithakou Odysseovi ještě před jeho účastí v trójské válce a stáhl se do ústraní. Zatímco Antikleia po odjezdu Odyssea do války zemřela kvůli dlouhé nepřítomnosti svého syna žalem, truchlící otec Láertés vedl odloučený, tvrdý a asketický život. V královském paláci se usadili dotěrní nápadníci Odysseovy manželky Pénelopé. 
Když po svém návratu Odysseus všechny nápadníky zabil, vydal se za svým otcem. Našel ho, jak starý, unavený a naplněný smutkem sází ve svém sadu strom. Odysseus si nejprve nechal svou identitu pro sebe, ale když viděl, jak Láerta zklamalo, že se nedozví nic o synovi, nechal se poznat a prokázal se výčtem všech stromů, které dostal od Láerta, když byl chlapec.
Po tomto shledání se oba vydali do Odysseova domu, aby spolu s Odysseovým synem Télemachem a s věrnými služebníky zahnali pomstychtivé rodiny mrtvých nápadníků. Bohyně Athéna vlila do Láerta sílu, aby mohl Odysseovi pomoci, a Láertés pak oštěpem zabil Eupeitha; ten byl otcem nejdotěrnějšího z někdejších Pénelopiných nápadníků Antinoa.
Shledání Odyssea s Láertem bývá považováno za jednu z nejdojímavějších částí Homérovy básně, podobně jako jeho setkání s duchem zemřelé matky Antikleie na prahu podsvětí.